# Xochitlicue
Xochitlicue est, dans la mythologie aztèque, la déesse de la fertilité, sœur de Coatlicue et Chimalman.